# Geraint Thomas
Geraint Thomas, MBE, (Cardiff, Gal·les, 25 de maig de 1986) és un ciclista gal·lès, professional des del 2007. Actualment corre a l'equip Ineos Grenadiers
Destaca en el ciclisme en pista, especialitat en la qual ha aconseguit nombrosos èxits, sobretot en la prova de persecució, en la qual ha guanyat dos Campionats del món de persecució per equips i una medalla d'or als Jocs Olímpics de Pequín en la mateixa prova.
En carretera destaca el campionat britànic en ruta de 2010, la Volta a Baviera de 2011 i 2014, la Volta a l'Algarve de 2015, l'E3 Harelbeke de 2015 i el Tour de França de 2018.

## Palmarès en pista
- 2004
  -  Campió del món júnior en Scratch
- 2005
  -  Campió nacional de persecució per equips, amb Mark Cavendish, Edward Clancy i Steven Cummings
  -  Campió nacional de scratch
  - 1r a la UIV Cup Bremen, amb Mark Cavendish
  - 1r a la UIV Cup Dortmund, amb Ben Swift
  - 1r a Westerwald
- 2006
  -  Campió d'Europa sub-23 en Persecució per equips, amb Edward Clancy, Ian Stannard i Andrew Tennant
- 2007
  -  Campió del món de persecució per equips, amb Edward Clancy, Bradley Wiggins i Paul Manning
- 2008
  -  Medalla d'or als Jocs Olímpics de Pequín en persecució per equips, amb Edward Clancy, Bradley Wiggins i Paul Manning
  -  Campió del món de persecució per equips, amb Edward Clancy, Bradley Wiggins i Paul Manning
- 2009
  -  Campió nacional de persecució individual
- 2011
  -  Campió d'Europa en Persecució per equips, amb Steven Burke, Peter Kennaugh i Edward Clancy
- 2012
  -  Medalla d'or als Jocs Olímpics de Londres en persecució per equips, amb Edward Clancy, Steven Burke i Peter Kennaugh
  -  Campió del món de persecució per equips, amb Edward Clancy, Steven Burke i Peter Kennaugh

### Resultats a laCopa del Món
- 2006-2007
  - 1r a Moscou, en Persecució per equips
- 2007-2008
  - 1r a Pequín i Copenhaguen, en Persecució per equips
- 2008-2009
  - 1r a Manchester, en Persecució per equips
- 2009-2010
  - 1r a Manchester, en Persecució
  - 1r a Manchester, en Persecució per equips
- 2010-2011
  - 1r a Manchester, en Persecució per equips

## Palmarès en ruta
- 2004
  - Campió del País de Gal·les en ruta
  - 1r a le Pavé de Roubaix
- 2005
  - Campió del País de Gal·les en ruta
- 2006
  - 1r a la Fletxa del sud i vencedor d'una etapa
- 2010
  -  Campió del Regne Unit en ruta
- 2011
  - 1r a la Volta a Baviera
- 2012
  - Vencedor d'una etapa del Tour de Romandia
- 2013
  - Vencedor d'una etapa i de la classificació dels punts del Tour Down Under
- 2014
  - Medalla d'or als Jocs de la Commonwealth en ruta
  - 1r a la Volta a Baviera i vencedor d'una etapa
- 2015
  - 1r a l'E3 Harelbeke
  - 1r a la Volta a l'Algarve i vencedor d'una etapa
- 2016
  - 1r a la París-Niça
  - 1r a la Volta a l'Algarve
- 2017
  - 1r al Tour dels Alps i vencedor d'una etapa
  - Vencedor d'una etapa al Tour de França
  - Vencedor d'una etapa a la Tirrena-Adriàtica
- 2018
  -  Campió del Regne Unit en contrarellotge
  -  1r al Tour de França i vencedor de 2 etapes
  - 1r al Critèrium del Dauphiné
  - Vencedor d'una etapa a la Volta a l'Algarve
- 2021
  - 1r al Tour de Romandia
  - Vencedor d'una etapa al Critèrium del Dauphiné
- 2022
  - 1r a la Volta a Suïssa

### Resultats al Tour de França
- 2007. 140è de la classificació general
- 2010. 67è de la classificació general
- 2011. 31è de la classificació general
- 2013. 140è de la classificació general
- 2014. 22è de la classificació general
- 2015. 15è de la classificació general
- 2016. 15è de la classificació general
- 2017. Abandona (9a etapa). Vencedor d'una etapa.  Porta el mallot groc durant 4 etapes
- 2018.  1r de la classificació general. Vencedor de 2 etapes.  Porta el mallot groc durant 11 etapes
- 2019. 2n de la classificació general
- 2021. 41è de la classificació general
- 2022. 3r de la classificació general
- 2024. 42è de la classificació general

### Resultats al Giro d'Itàlia
- 2008. 118è de la classificació general
- 2012. 80è de la classificació general
- 2017. No surt (13a etapa)
- 2020. No surt (4a etapa)
- 2023: 2n de la classificació general
- 2024: 3r de la classificació general

### Resultats a la Volta a Espanya
- 2015. 69è de la classificació general
- 2023. 31è de la classificació general